# Torula abbreviata
Torula abbreviata är en svampart som beskrevs av Corda 1837. Torula abbreviata ingår i släktet Torula, divisionen sporsäcksvampar och riket svampar.   Inga underarter finns listade i Catalogue of Life.